# Гунчак, Руслан Иванович
Русла́н Ива́нович Гунчак (укр. Руслан Іванович Гунчак; 9 августа 1979, Шишковцы, Черновицкая область) — украинский футболист и тренер, полузащитник. Большую часть карьеры провёл в украинских клубах «Буковина», «Харьков» и в белорусском «Нафтане». Провёл более 500 официальных матчей в составе различных команд, из них более 300-т в высших дивизионах стран СНГ.

## Биография
Родился 9 августа 1979 года в селе Шишковцы Черновицкой области. В семь лет записался в футбольную секцию. Первый тренер — Онуфрий Григорьевич Савчук. Когда учился в восьмом классе, его футбольная школа из-за финансовых проблем прекратила существование, и Гунчак думал закончить играть в футбол. После он поступил в иванофранковский техникум, где и продолжил играть, затем его пригласили в донецкий спортивный интернат, где он учился на протяжении четырёх лет.
Летом 1998 года попал в «Буковину». На профессиональном уровне дебютировал 31 июля 1998 года в матче 1 тура первой лиги сезона 1998/99 против одесского «Черноморца» (6:0), Гунчак вышел на 78 минуте вместо Евгений Лашука. Всего за «Буковину» играл на протяжении трех с половиной лет и провёл 95 матчей и забил 13 мячей в национальном чемпионате.
В 2002 году играл за иванофранковское «Прикарпатье», куда его пригласил Александр Ищенко. Всего за клуб провёл 17 матчей в первой лиге. Команда в сезоне 2001/02 заняла 5 место, после этого руководство клуба переменило отношение к клубу, многие игроки покинули «Прикарпатье». Гунчак летом 2002 года перешёл в мариупольский «Металлург», позже клуб назывался «Ильичёвец», подписав двухлетний контракт. В высшей лиге дебютировал 7 июля 2002 года в домашнем матче против полтавской «Ворсклы-Нефтегаз» (4:1), Гунчак начал матч в основе, но на 71 минуте был заменён на Константина Сахарова. Всего за «Ильичёвец» в высшей лиге провёл 46 матчей и забил 2 гола, также провёл 4 матча и забил 2 гола за «Ильичёвец-2» во второй лиге.
В июле 2004 года подписал контракт с харьковским «Металлистом», хотя также мог перейти в «Ворсклу» или «Закарпатье». В выездном матче против чемпиона Украины донецкого Шахтёра (0:1) Гунчак забил единственный гол. В команде играл на протяжении года, стал основным игроком и сыграл 24 матча и забил 4 мяча за «Металлист».
Летом 2005 года перешёл в клуб «Харьков», так как хотел играть под руководством Геннадия Литовченко. В сезоне 2007/08 Гунчак вместе с Федецким стал лучшим бомбардиром клуба — 5 мячей. В мае 2009 года был отчислен из команды, тогда главным тренером «Харькова» был Михаил Стельмах. Позже Руслан сказал что, он покинул «Харьков» из-за финансовых проблем и из-за проблем с руководством клуба. По итогам сезона 2008/09 «Харьков» занял последнее место в Премьер-лиге и вылетел в первую, Гунчак стал лучшим бомбрадиром клуба, забив 4 мяча, также как и Руслан Платон. В «Харькове» он выступал в качестве капитана, всего за клуб провёл 93 матча и забил 10 мячей.
После поддерживал форму, выступая за команду «Дрим-Тим» в чемпионате Черновицкой области и за команду «Лужаны» в любительском чемпионате Украины. За «Лужаны» провёл 4 матча и забил 1 гол.
Летом 2009 года побывал на просмотре в минском «Динамо» и бакинском «Нефтчи». Контракт всё же подписал с азербайджанским «Симургом», соглашение было рассчитано на один год. 9 июля 2009 года дебютировал в еврокубках в матче квалификации Лиги Европы против израильского «Бней Иегуды» (3:0). «Симург» уступил израильтянам со счётом (4:0 по сумме двух матчей) и вылетел из турнира. Гол Руслана в матче чемпионата Азербайджана против «Карвана», был признан самым красивым голом «Симурга» в первой половине чемпионата по мнению клубного сайта.
В июле 2010 года подписал годичный контракт с «Буковиной», хотя летом планировал завершить карьеру. По итогам сезона 2010/2011 Гунчак стал лучшим бомбардиром первой лиги, забив 20 мячей.
С 2013 по 2015 годы выступал в высшей лиге Белоруссии за «Нафтан» из города Новополоцка. В феврале 2016 появилась информация, что Руслан снова находится в розположени «Нафтана», с которым в итоге продлил соглашение. В декабре 2016 года решил прекратить сотрудничество с «Нафтаном». Последний матч за «Нафтан» Руслан сыграл в городе Гродно против местного «Немана», а последний гол он забил в ворота БАТЭ 25 октября 2015 года.
С февраля по июнь 2017 года входил в тренерский штаб «Буковины» (в качестве играющего тренера), которую возглавлял Олег Ратий. В конце августа того же года принял предложение по выступать и ещё некоторое время за сильнейший любительский клуб чемпионата Черновицкой области: «Волока», за этот период стал обладателем кубка и суперкубка. В 2018 году возглавил (в качестве играющего наставника) любительский клуб родного края «Неполоковцы» (Неполоковцы), который под его руководством стал чемпионом, финалистом Кубка и Суперкубка Черновицкой области. С 2019 года на той же должности работал в клубе «Волока», с которым в итоге выиграл уже все золотые награды областных соревнований.

## Стиль игры
Гунчак выступал на позиции полузащитника, мог сыграть также в защите. Он разноплановый игрок и хорош в созидании. Обладает хорошим ударом.
Выступая за «Ильичёвец» играл в центре полузащиты и часто отходил назад в защиту. Выступая за «Буковину» он играл на месте опорного полузащитника и часто подходил ближе к нападению.

## Достижения

### Игрока
Командные
- Финалист Суперкубка Белоруссии: 2013
- Победитель Второй лиги Украины: 1999/00

Личные
- Лучший бомбардир Первой лиги Украины: 2010/11
- Лучший футболист Первой лиги Украины: 2010/11

### Тренера
- Чемпион Черновицкой области (2): 2018, 2019
- Обладатель Кубка Черновицкой области[укр.]: 2019
  - Финалист: 2018
- Обладатель Суперкубка Черновицкой области[укр.]: 2019
  - Финалист: 2018

## Статистика
| Украина           | Матчи | Количество забитых мячей |
| ----------------- | ----- | ------------------------ |
| Высшая лига       | 162   | 16                       |
| Кубок             | 17    | 4                        |
| Первая лига       | 152   | 35                       |
| Вторая лига       | 41    | 10                       |
| Кубок Второй лиги | 6     | 0                        |
| Азербайджан       | Матчи | Количество забитых мячей |
| Высшая лига       | 31    | 7                        |
| Кубок             | 2     | 0                        |
| Белоруссия        | Матчи | Количество забитых мячей |
| Высшая лига       | 117   | 15                       |
| Кубок             | 8     | 0                        |
| Суперкубок        | 1     | 0                        |
| Еврокубки         | Матчи | Количество забитых мячей |
| Лига Европы УЕФА  | 1     | 0                        |
| Всего за карьеру  | 538   | 87                       |